# Saint-Sulpice-la-Forêt
 Saint-Sulpice-la-Forêt  (en bretón Sant-Suleg-ar-C'hoad) es una población y comuna francesa, situada en la región de Bretaña, departamento de Ille y Vilaine, en el distrito de Rennes y cantón de Liffré.

## Demografía
| 299 | 325 | 509 | 731 | 1064 | 1307 |
| Para los censos de 1962 a 1999 la población legal corresponde a la población sin duplicidades (Fuente: INSEE [Consultar]) |     |     |     |      |      |